# Celebargiolestes cinctus
Celebargiolestes cinctus – gatunek ważki z rodziny Argiolestidae. Owad ten jest endemitem Indonezji, znany jest z Celebesu, Wysp Sangihe i Jawy.